# 新井田セイノ
新井田 セイノ（あらいだ セイノ、1917年〈大正6年〉4月4日 - 2011年〈平成23年〉11月）は、日本のアイヌ文化伝承者。北海道鵡川町（後のむかわ町）において、カムイユカㇻの伝承、アイヌ語教室の講師によるアイヌ語の伝承と地域の指導、後継者育成など、アイヌ文化の振興に大きく貢献した。

## 経歴
北海道静内（後の新ひだか町）に生まれた。1919年（大正8年）、母と共に鵡川に移住した。母の目が不自由だったため、幼少時より農作業を手伝った。生活は苦しく、周囲からのいじめにも遭ったが、農作業中に母から聞かされたアイヌの詩で勇気づけられた。
1974年（昭和49年）に、北海道ウタリ協会（北海道アイヌ協会）鵡川支部が発足すると、同会に参加した。それを契機として、鵡川地方に伝承されるアイヌ語やカムイユカㇻの伝承に、本格的に取り組みを始めた。
1980年（昭和55年）、鵡川アイヌ文化伝承保存会の設立に関わり、保存会の設立当初から中心的役割を担った。1992年（平成4年）からは鵡川アイヌ語教室の講師を務め、地域の指導者として活躍した。神に夫を助けられたことを喜んだユーカラ「アペ・フチ・カムイ」を特に得意とし、発音の美しさには定評があった。また、アイヌ民族博物館主催の「カムイユカㇻの夕べ」でカムイユカㇻを口演するなど、各地でのアイヌ語の伝承・保存活動にも積極的に取り組んだ。アイヌ古式舞踊公演への参加も多く、アイヌ文化に関する多数の研究、調査にも協力した。
2001年（平成13年）には、鵡川アイヌ文化伝承保存会での活躍や、地域の後継者育成に取り組んだ功績などにより、アイヌ文化振興・研究推進機構のアイヌ文化賞を受賞した。地元関係者からは「ばあちゃんは鵡川の宝」との喜びの声が上がった。この当時は84歳であったが、高齢でもなお、歌や踊りの指導に取り組むなど、後継者育成、アイヌ文化の振興に貢献していた。
2011年（平成23年）11月、満94歳で死去した。なお、妹の吉村冬子もアイヌ文化伝承者である。

## 受賞・表彰歴
- 1995年（平成7年） - 北海道文化財保護功労者[2]、鵡川町文化賞[1]
- 2001年（平成13年） - アイヌ文化賞[2]